# 覚如
覚如（かくにょ、覺如）は、鎌倉時代末期から南北朝時代にかけての浄土真宗の僧。浄土真宗本願寺派第3世宗主・真宗大谷派第3代門首・真宗木辺派第3代法主。大谷本願寺住職。
親鸞の末娘である覚信尼の子、覚恵の長男。母は周防権守中原某の娘。親鸞の曾孫にあたる。長男は存覚、次男は従覚。孫は第4世善如。
「大谷廟堂」の寺院化（本願寺の成立）に尽力し、本願寺を中心とする教団の基礎となった。本願寺の実質的な開祖。
『報恩講私記』、『本願寺聖人親鸞伝絵』（『御伝鈔』・『親鸞伝絵』）、『執持鈔』、『口伝鈔』 、『改邪鈔』など多数撰述し、法然の正統な後継者としての親鸞と浄土真宗内における本願寺教団の優位性を主張した。

## 生涯
年齢は、数え年。日付は、文献との整合を保つ為、旧暦（宣明暦）表示（生歿年月日を除く）とし、南北朝時代の元号は、北朝（京都）で表記する。

### 誕生
- 文永7年12月28日（1271年[2] 2月16日[4] ）、京都に生まれる。幼名は、「光仙」。
- 文永9年（1272年）、母と死別する。
- 文永11年（1274年）、5歳。この頃より仏門の道を志すようになる。
- 建治3年（1277年）頃、隣房の慈信房澄海（ちょうかい）の元、内外の聖典の修学に励み、天台宗「初心集」を伝受される。
- 弘安5年（1282年）（弘安7年〈1284年〉とも）、延暦寺の宰相法印宗澄（しゅうとう）に入門。天台の教えを受ける。
- 弘安6年（1283年）、興福寺一乗院の信昭に入室し、法相の教えを受ける。信昭没後は、弟子の覚昭に付いて学ぶ。
  - この間に、八宗兼学の自性房了然について三論教を学ぶ。

### 得度
- 弘安9年（1286年）、奈良興福寺一乗院にて、出家・受戒し「覚如房宗昭」と号され、行覚に学ぶ。
- 弘安10年（1287年）、親鸞の祥月忌の為に上洛した如信（親鸞の孫）より、宗義（法然・親鸞の教え）を学ぶ。（この後も、如信が上洛した際には、宗義を学んだ。）
- 正応元年（1288年）、上洛した河和田の唯円より宗義を学ぶ。
- 正応3年（1290年）6月4日、長子存覚（尊覚）生まれる。
  - 同年より、父覚恵、浄賀法眼（じょうがほうげん）らと共に、東国（関東）の親鸞の遺跡を巡拝し、遺弟に教えを受ける。
- 正応5年（1292年）、西山義の安養寺、阿日房彰空から「五部・『大経』・註論・『念仏鏡』など」を学ぶ。[10]
  - 一念義の慈光寺、勝縁から幸西の凡頓一乗・略観経義・略料簡・措心偈・持玄鈔を教わる。[10]
  - 清水坂主典辻子の光明寺、自性房了然から三論宗の宗義を聴講する。[10]

### 自覚
- 永仁2年（1294年）、親鸞の33回忌に『報恩講私記』（報恩講式・式文）を撰述する（報恩講の始まり）。この頃を境に、親鸞の後継者であると自覚するようになる。
- 永仁3年（1295年）、『本願寺聖人伝絵』（初稿本・「十三段」）を撰述する。絵を浄賀法眼に描かせる。（当時の物は、絵巻物。）
- 永仁7年、正安元年（1299年）頃、覚恵、発病する。
- 正安3年（1301年）、親鸞が法然の後継者である事を主眼に置いた『拾遺古徳伝』を著作する。

### 唯善との争い
- 正安4年（1302年）、覚恵と唯善の間に起こった留守職就任問題が勃発する（唯善事件）。
- 徳治元年（1306年）、覚恵は唯善に大谷廟堂の鍵を強奪され、占拠される。覚如・覚恵は、三条朱雀の覚如の妻の実家に避難する。
- 徳治2年（1307年）、覚恵、三条朱雀にて入滅する。
- 延慶2年（1309年）7月、青蓮院により大谷廟堂留守職は、覚如に継承される事が裁定される。敗れた唯善は、大谷廟堂を徹底的に破壊し、御影像（親鸞の木像）と遺骨の一部を奪い、鎌倉へ逃亡する。（唯善事件、決着。）
  - しかし高田門徒を始めとする東国門徒は、大谷廟堂留守職継承を血縁に限定されるのを嫌い、無条件には覚如を認めなかった。やむなく留守職就任を前提とした十二か条からなる懇望状（同年7月26日付）を記す。
  - なお、大田壮一郎は、大谷廟堂留守職の裁定を下したのは、同じ天台宗門跡の妙香院であるとする（大田説によれば、室町時代に妙香院が青蓮院に吸収されるまでは本願寺は妙香院の影響下にあったとする。ただし、覚如と唯善の抗争および続く覚如と存覚の抗争中には青蓮院門跡が妙香院門跡を兼ねていた時期もある）[11]。
- 延慶3年（1310年）、東国への勧進と東国門徒へ自身の留守職を承認してもらうために赴く。半年にわたる懇願の末、承認され正式に留守職を継承する。
- 延慶4年/応長元年（1311年）、親鸞五十回忌に当たり、御影像と影堂を再建する。

### 本願寺成立へ
- 応長2年（1312年）、安積門徒の法智の勧めで「大谷廟堂」（「大谷影堂」）に「専修寺」の額を掲げるが、叡山の反対により撤去する[12] 。
- 正和3年（1314年）、長男の存覚に留守職を譲り、一条大宮に隠居する。
- 元亨元年（1321年）、「大谷廟堂」を寺院化し、「本願寺」と号する（本願寺の成立）。寺院化に伴い「留守職」は、住持職を含めた「別当職」となる。この際、これまで廟堂に掛けられていた帰命尽十方無碍光如来の十字名号を改め、新たに木造阿弥陀如来立像を本尊にしようとしたが高田門徒の反対にあい、これまで通りの十字名号が本尊とされた。

### 義絶
- 元亨2年（1322年）、留守職の血脈継承と東国門徒に対する意見の相違により、存覚を義絶し、別当職に復職する。
- 嘉暦元年（1326年）、『執持鈔』を撰述する。

### 三代伝持の血脈
- 元弘元年/元徳3年（1331年）、『口伝抄』を撰述し、「三代伝持の血脈（けちみゃく）」を表明し、法灯継承を主張する。（法脈…法然⇒親鸞⇒如信⇒覚如、血統…親鸞⇒覚信尼⇒覚恵⇒覚如）自らを本願寺三世と位置づける。（親鸞…開祖〈宗祖〉、如信…本願寺二世）
- 正慶元年（1332年）、如信の三十三回忌の勤修の為、陸奥国の大網（現、福島県白川郡古殿町）に赴く。同時に有力な東国門徒20人余りに、正統な宗義の相伝者・法灯の継承者である事を認めさせ署名させる。
- 建武3年 （1336年）、足利尊氏による戦乱を避け、存覚の居住する近江瓜生津に疎開する。戦火の影響で「本願寺」全焼する。『本願寺上人伝絵』（初稿本）消失する。
- 建武4年（1337年）、帰洛し西山久遠寺に居住する。『本願鈔』『改邪鈔』を撰述する。
- 建武5年/暦応元年（1338年）、近江瓜生津の愚咄の仲裁により、存覚の義絶を赦免し、別当職を譲る。
- 暦応3年（1340年）、『願々鈔』を撰述する。

### 再び、義絶
- 暦応5年、康永元年（1342年）、存覚を再び義絶し、別当職に復職する。
- 康永2年（1343年）、『最要鈔』を撰述する。『本願寺上人伝絵』（『御伝鈔』）を増補して、十五段とする（「康永本」）。『御絵伝』は、円寂（えんじゅく、浄賀法眼の子）と門人・宗舜（そうしゅん）に描かせる。（拝観の便を考え、詞を『御伝鈔』、絵を『御絵伝』と別仕立てにした。）
- 貞和6年/観応元年（1350年）、存覚の義絶を赦免する。別当職は、覚如の次男の従覚の子、善如が継承する旨の譲り状を記す。

### 往生
- 観応2年1月19日（1351年2月23日）[4]、82歳（数え年）にて覚如入滅する。 延仁寺に送葬される。

## 著書
- 覚如撰述
  - 『報恩講私記』
  - 『本願寺聖人伝絵』（『御伝鈔』・『親鸞伝絵』）
  - 『拾遺古徳伝』
  - 『執持鈔』
  - 『口伝鈔』
  - 『本願鈔』
  - 『改邪鈔』
  - 『願々鈔』
  - 『最要鈔』
  - 『出世元意』
  - 『教行信証大意』 - 『教行信証』の大要を述べた書。
- 関連書籍 
  - 『慕帰絵詞』10巻 - 従覚著作
  - 『最須敬重絵詞』（さいしゅきょうじゅうえし）7巻…乗専著作

## 関連文献
- 重松明久『覚如』〈人物叢書〉吉川弘文館　1964、新装版 1987 ISBN 9784642050753、オンデマンド版　2021 ISBN 9784642750752